# غرهام شوفالييه
غرهام شوفالييه (9 مارس 1937 بكيب تاون في جنوب أفريقيا - 14 نوفمبر 2017) (بالإنجليزية: Grahame Chevalier)‏ هو لاعب كريكت جنوب أفريقي. شارك مع منتخب جنوب أفريقيا الوطني للكريكت.

## وصلات خارجية
- غرهام شوفالييه على موقع إي آس بي آن كريك إنفو (الإنجليزية)